# Lục Tiểu Linh Đồng
Lục Tiểu Linh Đồng (chữ Hán: 六小龄童, bính âm: Liù Xiǎo Líng Tóng) tên thật Chương Kim Lai, sinh ngày 12 tháng 4 năm 1959 tại thành phố Thượng Hải, là nam diễn viên được biết đến qua vai diễn Tôn Ngộ Không trong phim truyền hình nổi tiếng Tây du ký do Trung Quốc sản xuất năm 1986 và trình chiếu tại nhiều quốc gia trên thế giới, trong đó có Việt Nam.

## Tiểu sử
Chương Kim Lai sinh ra trong một gia đình có 11 người con tại Thượng Hải có 4 đời tiếp nối truyền thống thủ vai Tôn Ngộ Không qua hầu hí (kịch khỉ) - từ ông cố, ông nội, cha và ông. Kim Lai lấy nghệ danh Lục Tiểu Linh Đồng sau khi nhận vai diễn trong phim Tây Du Ký năm 1982 của đạo diễn Dương Khiết. Bộ phim ra đời đã gây ra cơn sốt tại các nước châu Á và đem về hai giải đặc biệt cho Phim truyền hình xuất sắc nhất tại Trung Quốc theo bình chọn của khán giả. Riêng vai Tôn Ngộ Không đã giúp Lục Tiểu Linh Đồng đoạt giải Nam diễn viên xuất sắc nhất và hai lần đứng đầu trong các bảng xếp hạng top 10 diễn viên điện ảnh, truyền hình được yêu thích tại Trung Quốc.
Hiện nay Lục Tiểu Linh Đồng đang sống ở Bắc Kinh cùng vợ. Vợ ông, Vu Hồng, là thư ký trường quay cho Tây Du Ký và đóng hai vai nhỏ trong phim: Sứ giả nước ngoài ở tập 18 và Hoàng hậu Thiên Trúc ở tập 24.  Cặp đôi giấu kín tình cảm, còn nhờ Mã Đức Hoa tạo điều kiện để bí mật hẹn hò. Chỉ đến khi Lục Tiểu Linh Đồng bị thương, Vu Hồng tận tâm chăm sóc, các đồng nghiệp mới biết cả hai có tình ý với nhau. Hai nghệ sĩ ở bên nhau hơn 30 năm nhưng không có lễ cưới chính thức. Năm 1988, Lục Tiểu Linh Đồng vốn định tổ chức hôn lễ với Vu Hồng thì bị điều gấp sang Singapore để quảng bá phim Tây du ký. Vì thế, trên sân khấu Lễ trao giải Kim Ưng, thay vì công bố Lục Tiểu Linh Đồng đoạt giải Nam chính xuất sắc, ban tổ chức đã công khai: "Hôm nay Lục Tiểu Linh Đồng và Vu Hồng chính thức kết hôn". Tháng 11 năm 1990, cả hai chào đón con gái đầu lòng Chương Đồng Đồng. Cặp đôi ít khi công khai con gái trước công chúng. Nam diễn viên từng cập nhật một số ảnh cô lúc còn nhỏ và không kể gì thêm. Chương Đồng Đồng chọn con đường du học và sống tại nước ngoài, ít khi về nước.
Bởi vì gia đình họ Chương có quy định "Hầu Hý chỉ truyền cho con trai, không để lại cho con gái", mà Lục Tiểu Linh Đồng chỉ có một con gái nên truyền thống của gia tộc ông sẽ không còn người kế nghiệp. Ông luôn mong muốn tìm được truyền nhân để truyền đạt lại mọi kinh nghiệm diễn xuất.

## Sự nghiệp

### Diễn xuất
Ông theo nghiệp cha là nghệ sĩ Lục Linh Đồng (tên thật là Chương Tống Nghĩa, người được mệnh danh là Nam Hầu Vương) học nghệ thuật diễn xuất loài khỉ. Sau khi tốt nghiệp trung học vào tháng 6 năm 1976, Lục Tiểu Linh Đồng đã thi đỗ vào trường nghệ thuật Côn ca đoàn, tỉnh Chiết Giang và thành công với nhiều vai chính trong các vở kịch như "Mĩ hầu vương đại náo long cung", "Tôn Ngộ Không ba lần mượn quạt Ba Tiêu".
Năm 1981, Lục Tiểu Linh Đồng tham gia đóng phim đầu tiên "AQ chính truyện". Năm 1982, Lục Tiểu Linh Đồng tham gia đóng phim truyền hình "Tây Du Ký" trong vai Tôn Ngộ Không. Ngoài ra ông còn đóng một số vai phụ và quần chúng khác của phim như vai đạo sĩ và Cửu vĩ hồ ở tập 12, v.v..
Năm 1987, Lục Tiểu Linh Đồng với vai diễn Tôn Ngộ Không chinh phục khán giả và ban giám khảo các cuộc liên hoan phim truyền hình, đoạt "Giải đặc biệt" – Liên hoan phim Phi Ưng; "Nam diễn viên xuất sắc" – LHP Kim Ưng lần thứ 6; Giải nhất "10 ngôi sao điện ảnh, truyền hình Trung Quốc" lần thứ 1.
Năm 1991, Lục Tiểu Linh Đồng đóng 3 bộ phim điện ảnh, với vai thầy giáo Trình Chí trong phim "Quá Niên", ông được đề cử tranh giải "Nam diễn viên phụ xuất sắc" tại LHP Trăm Hoa.
Năm 1992, Lục Tiểu Linh Đồng được đạo diễn Lý An Kì mời đóng phim chuyên đề nghệ thuật "Phụ tử Mỹ Hầu Vương", trong phim Lục Tiểu Linh Đồng đóng vai cha mình là Lục Linh Đồng.
Năm 1993, phim "Hầu oa" dựng lại bối cảnh gia tộc của Lục Tiểu Linh Đồng, trong phim này ông tiếp tục đóng vai cha mình – Lục Linh Đồng. Cùng năm, Lục Tiểu Linh Đồng nhờ bộ phim "Hầu oa" đoạt giải "Nam diễn viên xuất sắc" – LHP Kim Ưng lần thứ 12.
Năm 1994, Lục Tiểu Linh Đồng đóng phim "Dưới mái nhà đại Thượng Hải", đồng thời tham gia đóng Kinh kịch.
Năm 1996, Đài truyền hình Hàng Châu bấm máy phim chuyên đề nghệ thuật "Lục Linh Đồng", mời Lục Tiểu Linh Đồng đảm nhận vai trò chỉ đạo nghệ thuật.
Năm 1998, Lục Tiểu Linh Đồng tiếp tục cùng đoàn làm phim Tây Du Ký lên đường "thỉnh kinh" trong "Tây Du Ký II" (16 tập).
Năm 1999 đến 2000, Lục Tiểu Linh Đồng đóng hàng loạt phim truyền hình: Lần theo dấu vết 309, 1939, Ân Lai về cố hương (vai Chu Ân Lai), Nghĩa hải phong vân,...
Năm 2003, Lục Tiểu Linh Đồng tham gia phim truyền hình "Liên thành quyết". Đây là lần đầu tiên ông vào vai phản diện Hoa Thiết Cán trong một bộ phim.
Năm 2006, Lục Tiểu Linh Đồng tham gia đóng phim "Bảy nàng tiên", vai Thái Thượng Lão Quân.
Năm 2007, Lục Tiểu Linh Đồng tham gia đóng phim "Ngô Thừa Ân và Tây du ký" (吴承恩与西游记). Trong phim này, ông vào vai Ngô Thừa Ân và Tôn Ngộ Không. Cùng tham gia với ông còn có Mã Đức Hoa và Trì Trọng Thụy, hai diễn viên đã đóng vai Trư Bát Giới và Đường Tăng trong phim "Tây Du Ký". Lưu Đại Cương, người đóng vai Sa Tăng trong phim "Tây Du Ký" phần hai cũng tham gia vào phim. Bộ phim áp dụng công nghệ 3D vào màn ảnh nhỏ với 45 tập phim. Phim công chiếu từ ngày 1 tháng 7 năm 2010.
Năm 2009, Lục Tiểu Linh Đồng đóng phim "Bắc Bình chiến dữ hòa".
Trong suốt quá trình hoạt động nghệ thuật, ông đã đoạt nhiều giải thưởng nổi bật, trong đó có giải "Diễn viên xuất sắc nhất cấp quốc gia" (2000), "Nghệ sĩ biểu diễn được công chúng kính trọng nhất" (2007), giải "Một trong 10 nhân vật đóng góp nhất cho Trung Quốc" (2008), "Một trong 10 diễn viên truyền hình có sức ảnh hưởng lớn nhất suốt 30 năm phim truyền hình Trung Quốc" (2008), Chủ tịch giải "10 ngôi sao truyền hình Trung Quốc lần thứ 2" với 1,23 triệu phiếu bầu...

### Xuất bản sách
Năm 2007, Lục Tiểu Linh Đồng cho xuất bản cuốn sách Lục Tiểu Linh Đồng bình Tây Du (六小龄童品西游) tập một, và tập hai ra mắt độc giả năm 2008.
Năm 2009, cuốn sách được tái bản. Dưới góc nhìn của người trong cuộc, cuốn sách của ông chứa đựng nhiều câu chuyện thú vị hậu trường bộ phim "Tây Du Ký" lần đầu được công bố. Đồng thời cuốn sách còn giúp độc giả thêm hiểu sâu sắc hơn về tác phẩm văn học này và về tác giả Ngô Thừa Ân. Cuốn sách đã nhanh chóng trở thành best-seller tại Trung Quốc. Tại Việt Nam, vào ngày 6 tháng 5 năm 2010, sách được xuất bản tập một, dày 344 trang, do công ty Chibooks và nhà xuất bản Thời Đại đồng phát hành. Vào ngày 30 tháng 6 năm 2019, sách được xuất bản tập hai, dày 328 trang, do công ty Chibooks và nhà xuất bản Lao Động đồng phát hành.
Ông còn là tác giả sách "Hầu duyên" xuất bản tại Trung Quốc năm 2004. Cuối năm 2010, ông cho ra mắt hai tập sách "Nghe Tôn Ngộ Không nói chuyện Tây Du" dành cho trẻ em.
Hiện ông là diễn viên đoàn kịch thuộc Trung tâm sản xuất phim Truyền hình Trung Quốc, Đài Truyền hình trung ương và sống cùng gia đình tại Bắc Kinh, Trung Quốc.

## Tác phẩm
- 《Lục Tiểu Linh Đồng bình Tây Du》 (tập 1, tập 2)
- 《Nghe Lục Tiểu Linh Đồng kể chuyện Tây Du》 (tập 1, tập 2)
- 《Nghe Tôn Ngộ Không kể chuyện Tây Du》 (tập 1, tập 2)
- 《Đi lại con đường Huyền Trang》 (tập 1, tập 2)
- 《Hành giả》
- 《Hầu vương thế gia》 (tập 1, tập 2)
- 《Hầu duyên》
- 《Nhật ký trưởng thành của "Tôn Ngộ Không"》
- 《Bí mật của Gậy Như Ý》

## Chuyện bên lề
Vai diễn Tôn Ngộ Không đã mang lại cho ông nhiều thứ nhưng cũng gây ra phiền toái. Theo đó, vì ông quá nổi tiếng nên mọi người nghĩ Lục Tiểu Linh Đồng là tên ông mà không biết tên thật của ông là Chương Kim Lai, nhiều người còn nghĩ đó chỉ là tên giả. Chính vì vậy ông được nhà nước Trung Quốc đặc cách cấp cho 2 Căn cước công dân, 1 tên Lục Tiểu Linh Đồng, 1 tên Chương Kim Lai với cùng một số căn cước và có giá trị sử dụng như nhau. Đến thời điểm hiện tại, Trung Quốc mới chỉ trao đặc quyền sử dụng 2 căn cước công dân với 2 tên khác nhau cho diễn viên này.